# 서포초등학교
서포초등학교는 대한민국 경상남도 사천시 서포면 구평리에 있는 공립 초등학교이다.

## 역사
1909년에 선창마을 숙당의 서당을 이용해 양포개진학교가 설립되고 운영하다 1910년대 중반에 다맥출신 윤을두가 선창 숙당에 있던 양포사립개진학교를 1919년 5월에 선전리 210-11번지에 이전해 서포사립개진학교로 개명하였으나 1924년 4월 19일에 서포공립보통학교로 설립 인가되어 그 해 9월 10일에 구평리 725번지에 건립하고 3학급 167명으로 개교하였다.

## 학교 연혁
- 1924년 9월 10일 서포공립보통학교 개교
- 1950년 5월 1일 서포국민학교로 교명 변경
- 1978년 3월 1일 자혜분교 3학급 분리 인가
- 1996년 3월 1일 서포초등학교로 교명 변경
- 1999년 3월 1일 비토분교, 자혜분교 본교로 통합
- 1999년 9월 1일 금진초등학교 본교로 통합
- 2020년 9월 1일 최낙환 교장 취임(제32대)
- 2022년 1월 11일 본교 제94회 졸업장 수여식 (총 9,126명 졸업)

## 참고 자료
- 서포초등학교 - 한국교육학술정보원 학교알리미